# Immaginario (singolo)
Immaginario è un singolo del cantautore italiano Colapesce e del DJ producer italiano Mace, pubblicato il 27 settembre 2019.

## Tracce
1. Immaginario – 2:47